# Campo Dieciséis
Campo Dieciséis är en ort i Mexiko.   Den ligger i kommunen Miguel Auza och delstaten Zacatecas, i den centrala delen av landet, 700 km nordväst om huvudstaden Mexico City. Campo Dieciséis ligger 2 127 meter över havet och antalet invånare är 235.
Terrängen runt Campo Dieciséis är en högslätt, och sluttar österut. Runt Campo Dieciséis är det mycket glesbefolkat, med 7 invånare per kvadratkilometer. Närmaste större samhälle är Colonia Flores García, 19,6 km söder om Campo Dieciséis. Trakten runt Campo Dieciséis består till största delen av jordbruksmark.